# Batalla de Tulkarm
La Batalla de Tulkarm se llevó a cabo el 19 de septiembre de 1918, a partir de la Batalla de Sharon, que junto con la Batalla de Nablus formó un eje con la Batalla de Megido luchada entre el 19 y el 25 de septiembre en los últimos meses de la Campaña del Sinaí y Palestina de la Primera Guerra Mundial. Durante la fase de la infantería de la Batalla de Sharon, la División 60ª del Imperio Británico, XXIº Cuerpo atacó y capturó la sección de la línea más cercana a la costa mediterránea al amparo de un intenso bombardeo de artillería incluyendo fuego naval. La victoria de la Fuerza Expedicionaria Egipcia (EEF) cayó sobre el Octavo Ejército otomano, compuesto por soldados alemanes y otomanos, que comenzó la ofensiva final, en última instancia, lo que resultó en la destrucción del ejército otomano y su retiro definitivo, así como la captura de muchos miles de presos y la ganancia de muchas millas de territorio desde las colinas de Judea hasta la frontera de la actual Turquía. Tras el final de la batalla de Megido, el Cuerpo montado del Desierto persiguió a los soldados en retirada a Damasco, seis días después. Se firmó el Armisticio de Mudros entre los Aliados y el Imperio Otomano cinco semanas más tarde, Alepo había sido capturado.
Durante la Batalla de Tulkarm, la 60 División (Cuerpo XXI), avanzó con la intención de cortar las trincheras otomanas de primera línea. Fueron apoyados mientras avanzaban por el fuego de artillería, que levantó y se arrastró hacia adelante, mientras la infantería avanzaba para capturar el Nahr el Faliq. Su avance obligó al octavo ejército otomano a retirarse, y el continuo ataque resultó en la captura de Tulkarm, y la base militar del Octavo Ejército. La táctica del ataque de la infantería cubiertas por las líneas de fuego de artillería, tuvo tanto éxito que la primera línea se conquistó de forma rápida y despejó el paso para las divisiones de caballería Cuerpo montado del Desierto del Imperio Británico para avanzar hacia el norte, hasta la llanura de Sharon. La caballería destinada a cortar las líneas otomanas de comunicación en la parte posterior de los dos ejércitos alemanes y otomanos fue atacada en las colinas de Judea. El 20 de septiembre estas divisiones de caballería llegaron a la parte trasera del frente, completamente desbordada y rodearon el Séptimo y Octavo ejércitos otomanos durante la Batalla de Nazaret, la Captura de Afulah y Beisan, la Captura de Jenin y la Batalla de Samakh. Mientras tanto, las divisiones de infantería del Imperio Británico en la derecha de la 60ª División avanzaron para atacar con éxito las líneas de trincheras alemanas y otomanas a lo largo de su línea frontal en las batallas de Tabsor y Arara. La base del Séptimo ejército en Nablus fue atacado y capturado posteriormente durante la batalla de Naplusa.

## Coordenadas
32°18′41.50″N 35°01′37.34″E / 32.3115278, 35.0270389
- Datos: Q4872602
- Multimedia: Wadi Fara in World War I / Q4872602